# Hinomaru Sumo
Hinomaru Sumo (火ノ丸相撲, Hinomaru Zumō) est un shōnen manga écrit et dessiné par Kawada. Il est prépublié entre mai 2014 et juillet 2019 dans le magazine Weekly Shōnen Jump,, et compilé en volumes reliés par Shūeisha depuis septembre 2014. La version française est publiée par Glénat depuis avril 2016.
Une adaptation anime est diffusée entre octobre 2018 et mars 2019.

## Synopsis
Ni la taille ni le gabarit ne font du jeune Hinomaru un futur sumo. Pourtant, ce nouveau venu pourrait bien se révéler beaucoup plus fort que prévu, même en intégrant l'un des lycées les plus faibles de la ville.
La quête d'Hinomaru pour le grade suprême de Yokozuna ne fait que commencer…
Ce petit prodige parviendra-t-il, armé de sa persévérance et de sa passion, à dominer dans un monde peuplé de géants ?

## Personnages

### Lycée Odachi
Hinomaru Ushio (潮 火ノ丸, Ushio Hinomaru)
Voix japonaise : Atsushi Abe
Passionné de sumo depuis son plus jeune âge, il rêve de se tenir au sommet du sumo lycéen et, surtout, d'atteindre le grade suprême de « Yokozuna », malgré sa petite taille (1,60 m). Plus jeune il s'est démarqué en devenant le « Yokozuna des primaires » mais une fois rendu au collège, il n'a rien pu faire contre la poussée de croissance de ses adversaires et il a disparu des tournois amateurs. Après 3 ans d'entrainement intensif, il rejoint le club de sumo du lycée Odachi. Ushio est bien décidé à montrer au monde entier que la taille ne fait pas le sumo et qu'il mérite d'être le « trésor national » connu sous le nom d'« Onimaru Kunitsuna ».
Ushio est un garçon simple qui vit pour le sumo. Il est doté d'une confiance inébranlable, d'un certain charisme et d'une grande gentillesse.
Shinya Ozeki (小関 信也, Ozeki Shinya)
Voix japonaise : Fukushi Ochiai
Shinya est le premier membre et capitaine du club de sumo du lycée Odachi. Malgré un physique adéquat pour le sumo, il n'a jamais connu que des défaites. Mais depuis qu'Hinomaru Ushio a rejoint son club et grâce à ses conseils, il commence à prendre confiance en ses capacités et gagner ses combats.
Il est d'une nature peureuse et craintive, qui permet aux autres de le rabaisser. Pourra-t-il surmonter ses difficultés, emmener son club au sommet et avoir une équipe qui lui permettra de devenir yokozuna ?
Yuma Gojô (五條 佑真, Gojō Yūma)
Voix japonaise : Kentarō Kumagai
Caïd et (ancien) homme le plus fort du lycée Odachi, Yuma est un expert en karaté en plus d'être une des personnes les plus craintes et respectées de son lycée. D'une nature fière et colérique et méprisant le sumo, il a été déchu de son titre par Hinomaru Ushio.
Depuis, il se remet en question et il a décidé de rejoindre le club qu'il détestait pour vaincre Ushio et prouver aux autres sa valeur. Ce qui n'est pas du goût de tout le monde…
Reina Gojô (五條 礼奈, Gojō Reina)
Voix japonaise : Mikako Komatsu
C'est la sœur de Yuma, elle le soutient a fond. Elle a été élue miss Odachi trois fois d'affilée.
Elle détestent le nabot (Hinomaru) et le sumo en général.
Chihiro Kunisaki (國崎 千比路, Kunisaki Chihiro)
Voix japonaise : Takuya Satō
Étudiant en deuxième année et champion national de lutte de l'année dernière, qui est connu pour porter un masque de lucha libre. Il est le seul membre du club de lutte car tous les autres ont quitté le club parce qu'il était trop strict. Il veut devenir le meilleur pratiquant d'arts martiaux et défie les membres d'autres clubs de sports de combat dans des matchs d'exhibition. Il abandonne la lutte et rejoint le club de sumo après avoir concédé la défaite à Hinomaru dans un match spécial où chaque combattant suivait les règles de son propre sport. Il utilise son expérience de lutte dans le sumo en utilisant des techniques de projection. Sur le plan scolaire, il a les plus mauvaises notes de l'équipe. Après sa deuxième année de lycée, il part en Amérique pour entrer dans le MMA. Lorsqu'il retourne au Japon dans la deuxième partie, il est champion d'une petite promotion de MMA et un père célibataire.
Kei Mitsuhashi (三ツ橋 蛍, Mitsuhashi Kei)
Voix japonaise : Ayumu Murase
Le membre le plus récent et le plus faible du club de sumo du lycée d'Odachi, qui a eu envie de le rejoindre après avoir regardé le match entre Hinomaru et Chihiro. Petit, physiquement faible et timide, il se concentre sur les feintes et l'annulation des changements d'élan de l'adversaire afin de compenser ses désavantages.
Kirihito Tsuji (辻 喜仁, Tsuji Kirihito)
Voix japonaise : Takuma Terashima
Etudiant de première année au lycée Odachi, qui entre à l'école et au club de sumo en retard en raison de son séjour à l'hôpital. Il était un ami d'Hinomaru à l'école primaire et avait le même niveau de compétence que lui lorsqu'ils s'entraînaient ensemble dans le même dojo. Il a déménagé pour se rapprocher d'un hôpital et a abandonné le sumo. Après avoir vu Hinomaru continuer, Tsuji s'est juré d'aider son vieil ami. Bien qu'il ait conservé ses compétences de l'école primaire, il ne peut combattre que par salves de 20 secondes en raison d'un problème pulmonaire dû à une malformation congénitale. Pour cette raison, il devient l'entraîneur de l'équipe de sumo du lycée Odachi. Ses connaissances lui permettent d'entraîner la technique et la force des membres du club, et d'identifier leurs faiblesses et la façon de les compenser. Lorsque Hinomaru se blesse, Tsuji décide de quitter le lycée et d'entrer dans le sumo professionnel, où sa limite est moins contraignante puisque les pros ne combattent qu'une fois par jour.
Chizuko Hori (堀 千鶴子, Hori Chizuko)
Voix japonaise : Rui Tanabe
Élève en première année au lycée Odachi, elle est sauvée par Hinomaru le premier jour d'école lorsqu'elle est agressée dans le train. Après que le club de sumo ait participé aux préliminaires du tournoi national et gagné le respect de l'école, elle devient co-directrice du club de sumo aux côtés de Reina. Introvertie, elle est inspirée par Hinomaru pour changer. Plus tard, elle est étudiante en deuxième année d'université travaillant comme assistante photographe pour le magazine Gekkan Sumo Dō.

### Lycée Ishigami
Mizuki Sada (沙田美月, Sada Mizuki)
Voix japonaise : Kaito Ishikawa
Etudiant en première année au lycée Ishigami qui est considéré comme l'as de l'équipe. Il a commencé le sumo au collège, où il a été champion, et est connu sous l'épithète "Mikazuki Munechika". Il est reconnu par Hinomaru comme l'un de ses rivaux pour devenir le meilleur du Japon. Malgré sa personnalité distante, son attitude détendue l'aide à esquiver les attaques. Ses attaques reposent sur des prises de bras, ottsuke, afin que personne ne puisse toucher son mawashi, et il y réussit si bien que son mawashi est connu pour être impeccable. En troisième année, il est capitaine du club et devient yokozuna du lycée, le meilleur pratiquant de sumo du lycée. En tant que lutteur de sumo professionnel, il rejoint l'équipe Minagawa et utilise son épithète comme son shikona. Il atteint le maegashira 2, et reçoit le prix Technique au tournoi de septembre.
Tsuyoshi Kanamori (金盛 剛, Kanamori Tsuyoshi)
Voix japonaise : Subaru Kimura
Élève en troisième année au lycée Ishigami et capitaine de son club de sumo. Mesurant 189 cm et pesant 138 kg, avec plusieurs cicatrices sur le front et la lèvre, il est surnommé "Hercule" en raison de sa force. C'est une personne sérieuse. Sa prise favorite est migi-yotsu.
Yūki Sanada (真田勇気, Sanada Yūki)
Voix japonaise : Yoshito
Étudiant en troisième année et membre du club de sumo du lycée Ishigami, il porte des lunettes et à des taches de rousseur visibles sur les joues. Bien qu'il semble poli aux yeux des autres, il peut être intimidant pour ses coéquipiers car il était autrefois le délinquant le plus puissant de l'école. Il passe au second plan derrière de Sada et Kanamori, mais lui aussi est bon au niveau national. Il n'hésite pas à perturber ses adversaires avec des faux départs intentionnels.
Gennosuke Araki (荒木源之助, Araki Gennosuke)
Voix japonaise : Daisuke Namikawa
Un élève en première année au lycée Ishigami, avec un passé de délinquant, et membre de son club de sumo. Il a été champion national de judo au collège, et comme Chihiro, il a pour objectif de devenir le meilleur du pays.
Keiichi Mamiya (間宮圭一, Mamiya Keiichi)
Voix japonaise : Hiroki Matsukawa
Étudiant en deuxième année au lycée Ishigami, il est le membre le plus lourd de leur club de sumo. Avec ses 182 cm et ses 166 kg, il est décrit comme étant aussi inébranlable qu'une montagne. Il est spécialisé dans la saisie, le soulèvement et la projection de ses adversaires par leur mawashi. Après les préliminaires de Chiba du tournoi inter-lycées, Mamiya devient le nouveau capitaine du club.

### Université Eiga
Sōsuke Kuze (久世 草介, Kuze Sōsuke)
Voix japonaise : Shunsuke Takeuchi
Étudiant en première année à l'université d'Eiga et fils de Yamatokuni, le dernier yokozuna né au Japon. Il mesure 195 cm, a de très longs cheveux qui descendent jusqu'au bas du dos, mais n'a pas combattu ces six dernières années sur ordre de son père. Lors de son premier tournoi en quatrième année d'école primaire, il a gravement blessé son adversaire, si bien que son père lui a interdit de concourir pour ne pas étouffer de jeunes étoiles prometteuses. Sôsuke est inscrit contre son gré par Shun au tournoi des nouveaux arrivants de la région du Kantō. Bien qu'il ait l'intention de ne pas y participer, après avoir vu le match de Shun contre Hinomaru, le désir de Sôsuke de concourir s'éveille à nouveau et il remporte le tournoi. Il entre dans le sumo professionnel juste après avoir remporté le tournoi individuel inter-lycées, quittant le lycée dès sa première année pour rejoindre l'écurie de son père sous le shikona "Kusanagi Sōsuke".
Shun Kariya (狩谷 俊, Kariya Shun)
Voix japonaise : Takuto Yoshinaga
Élève en première année au lycée Eiga, où il est la personne la plus petite et la plus légère du club de sumo. Il est l'ami d'enfance de Sôsuke et celui que Sôsuke a gravement blessé six ans plus tôt. Il aime le chambrage, et au collège, il était le champion des poids légers. Il admirait Yamatokuni et utilisait à l'origine le même style frontal, mais contrairement à son collègue lutteur Hinomaru, Shun l'a abandonné pour un style plus technique et basé sur l'agilité car sa petite taille l'empêchait d'être efficace. Il se place bas et entre dans la garde de son adversaire lors de la charge initiale et le déséquilibre. Il déteste Hinomaru pour avoir été capable de continuer à utiliser le style qu'il a dû abandonner.
Masato Hyōdō (兵藤真磋人, Hyōdō Masato)
Voix japonaise : Daisuke Ono
Élève en troisième année à l'université Eiga et frère aîné de Chihiro, qui pratique le sumo depuis deux ans. Il a les cheveux longs et une cicatrice horizontale sur le nez. Lorsque leurs parents ont divorcé alors qu'ils étaient à l'école primaire, Chihiro a été élevée par sa mère et Masato par son père. Il est capable de faire tout ce qu'il veut, mais sa grande gueule et son comportement imprévisible le font passer pour un idiot. Son passe-temps favori était de reprendre n'importe quelle activité de Chihiro, de devenir meilleur que lui, puis de l'abandonner pour essayer autre chose. Mais il est tombé amoureux du sumo après avoir participé à un match et avoir perdu. En tant que lutteur de sumo professionnel, il a rejoint l'écurie Minagawa et porte le shikona "Daihannya Nagamitsu".
Jin Yomoda (四方田 尽, Yomoda Jin)
Voix japonaise : Noriaki Sugiyama
Étudiant en troisième année à l'université Eiga, et capitaine du club de sumo. Il mesure 184 cm, et pèse 165 kg. Malgré sa taille imposante, c'est une personne à la voix douce qui se plaint beaucoup. En tant que professionnel, il a rejoint l'écurie Asahigawa.
Daniel Stefanov (ダニエル・ステファノフ, Danieru Sutefanofu)
Voix japonaise : Justin Tomimori
Étudiant en deuxième année à l'université d'Eiga, un étudiant étranger de Bulgarie. Avec ses 199 cm, il est le plus grand membre de l'équipe. Lorsqu'il est arrivé au Japon, il était un faible lutteur, mais il a commencé à exceller lorsque Sōsuke a rejoint le club ; ayant initialement commencé ce sport après avoir vu son père Yamatokuni faire des compétitions. En tant que professionnel, il a rejoint l'écurie Yamatokuni.
Daniel Stefanov (ダニエル・ステファノフ, Danieru Sutefanofu)
Voix japonaise : Justin Tomimori
Étudiant en deuxième année à l'université d'Eiga, un étudiant étranger de Bulgarie. Avec ses 199 cm, il est le plus grand membre de l'équipe. Lorsqu'il est arrivé au Japon, il était un faible lutteur, mais il a commencé à exceller lorsque Sōsuke a rejoint le club ; ayant initialement commencé ce sport après avoir vu son père Yamatokuni faire des compétitions. En tant que professionnel, il a rejoint l'écurie Yamatokuni.

## Manga
Écrit et illustré par Kawada, Hinomaru Sumo a commencé sa sérialisation dans Weekly Shōnen Jump le 26 mai 2014. Un chapitre crossover avec la série Kuroko's Basket de Tadatoshi Fujimaki, avec un scénario écrit par Ichirō Takahashi, a été publié dans le magazine le 9 novembre 2015. Kawada était auparavant l'assistant de Fujimaki sur Kuroko's Basket. Hinomaru Sumo est divisé en deux parties; la partie 1 : "Student Sumo Arc" s'est terminée avec le chapitre 159 le 4 septembre 2017, tandis que la partie 2: "Professionnal Sumo Arc" a commencé dans le numéro suivant. Le 250e et dernier chapitre de la série a été publié le 22 juillet 2019,, avec un épilogue publié le 4 octobre 2019 sur la plateforme Shōnen Jump+. Shūeisha a compilé ses chapitres en vingt-huit volumes tankōbon entre septembre 2014 et décembre 2019. Ils ont commencé à publier la série en anglais sur le site web et l'application Manga Plus en janvier 2019.

### Liste des volumes
| no | Japonais         | Japonais          | Français           | Français          |
| no | Date de sortie   | ISBN              | Date de sortie     | ISBN              |
| -- | ---------------- | ----------------- | ------------------ | ----------------- |
| 1  | 4 septembre 2014 | 978-4-08-880254-1 | 6 avril 2016       | 978-2-344-01301-4 |
| 2  | 4 novembre 2014  | 978-4-08-880255-8 | 6 juillet 2016     | 978-2-344-01302-1 |
| 3  | 4 février 2015   | 978-4-08-880305-0 | 5 octobre 2016     | 978-2-344-01482-0 |
| 4  | 3 avril 2015     | 978-4-08-880334-0 | 1er février 2017   | 978-2-344-01827-9 |
| 5  | 3 juillet 2015   | 978-4-08-880428-6 | 5 avril 2017       | 978-2-344-02199-6 |
| 6  | 4 septembre 2015 | 978-4-08-880464-4 | 7 juin 2017        | 978-2-344-02200-9 |
| 7  | 4 novembre 2015  | 978-4-08-880501-6 | 23 août 2017       | 978-2-344-02201-6 |
| 8  | 4 février 2016   | 978-4-08-880606-8 | 4 octobre 2017     | 978-2-344-02528-4 |
| 9  | 4 avril 2016     | 978-4-08-880653-2 | 3 janvier 2018     | 978-2-344-02593-2 |
| 10 | 4 juillet 2016   | 978-4-08-880688-4 | 21 mars 2018       | 978-2-344-02594-9 |
| 11 | 2 septembre 2016 | 978-4-08-880778-2 | 2 mai 2018         | 978-2-344-02595-6 |
| 12 | 4 novembre 2016  | 978-4-08-880808-6 | 5 septembre 2018   | 978-2-344-02596-3 |
| 13 | 3 février 2017   | 978-4-08-881003-4 | 21 novembre 2018   | 978-2-344-02597-0 |
| 14 | 4 avril 2017     | 978-4-08-881048-5 | 6 février 2019     | 978-2-344-02912-1 |
| 15 | 2 juin 2017      | 978-4-08-881176-5 | 15 mai 2019        | 978-2-344-03430-9 |
| 16 | 4 septembre 2017 | 978-4-08-881203-8 | 21 août 2019       | 978-2-344-03431-6 |
| 17 | 2 novembre 2017  | 978-4-08-881222-9 | 20 novembre 2019   | 978-2-344-03432-3 |
| 18 | 4 janvier 2018   | 978-4-08-881319-6 | 5 février 2020     | 978-2-344-03702-7 |
| 19 | 2 mars 2018      | 978-4-08-881360-8 | 19 août 2020       | 978-2-344-03703-4 |
| 20 | 2 mai 2018       | 978-4-08-881410-0 | 6 janvier 2021     | 978-2-344-03704-1 |
| 21 | 3 août 2018      | 978-4-08-881536-7 | 7 avril 2021       | 978-2-344-03705-8 |
| 22 | 4 octobre 2018   | 978-4-08-881587-9 | 1er septembre 2021 | 978-2-344-03706-5 |
| 23 | 4 décembre 2018  | 978-4-08-881664-7 | 10 novembre 2021   | 978-2-344-03707-2 |
| 24 | 4 février 2019   | 978-4-08-881721-7 | 5 janvier 2022     | 978-2-344-04060-7 |
| 25 | 2 mai 2019       | 978-4-08-881830-6 | 6 avril 2022       | 978-2-344-04061-4 |
| 26 | 4 juillet 2019   | 978-4-08-881879-5 | 24 août 2022       | 978-2-344-04323-3 |
| 27 | 4 octobre 2019   | 978-4-08-882078-1 | 12 octobre 2022    | 978-2-344-04324-0 |
| 28 | 4 décembre 2019  | 978-4-08-882140-5 | 15 février 2023    | 978-2-344-04325-7 |

## Anime
Le premier chapitre de Hinomaru Sumo a fait l'objet d'une adaptation "vomic" en quatre épisodes pour l'émission de télévision Vomic TV, et a été diffusé sur Animax entre le 4 et le 28 février 2015. L'émission ajoute des acteurs vocaux, des effets sonores et une musique de fond aux planches du manga.
Une adaptation en série télévisée animée de 24 épisodes par Gonzo a été diffusée du 5 octobre 2018 au 29 mars 2019,. Crunchyroll a diffusé la série en simultané dans le monde, tandis que Funimation a produit un doublage anglais. Le premier thème d'ouverture est "Fire Ground" par Official Hige Dandism, et le premier thème de fin est Hiizuru Basho (日出ズル場所) par Omedetai Atama de Nani Yori. Le deuxième thème d'ouverture est "Be the Naked" de Lead, et le deuxième thème de fin est "Sakura Sake" (桜咲け) de Yamada Yoshida.

## Produits dérivés

### Roman
Atarō Kuma a écrit une adaptation en roman de Hinomaru Sumo intitulée Hinomaru Sumo Shijūhatte (火ノ丸相撲 四十八手), qui a été publiée le 4 février 2016. Deux autres romans de la série ont été publiés le 2 novembre 2017 et le 4 octobre 2018,.

## Réception
Le volume 1 a atteint la 40e place du classement hebdomadaire des mangas Oricon et, au 7 septembre 2014, s'est vendu à 19 924 exemplaires; le volume 3 a atteint la 20e place et, au 8 février 2015, s'est vendu à 27 002 exemplaires.
En novembre 2014, le magazine Weekly Shōnen Jump a sponsorisé pour la première fois un match de sumo professionnel lors du tournoi de novembre et a fait figurer Hinomaru Ushio sur sa bannière. Le match, et le gain, a été remporté par le yokozuna Hakuhō Shō. Kawada et Hinomaru Sumo ont collaboré avec l'Association japonaise de sumo pour concevoir des produits spéciaux et des marchandises vendus lors du tournoi de mai 2016.
En février 2015, le magazine de divertissement Entermix de Kadokawa Corporation a placé Hinomaru Sumo à la 15e place de son classement 2014 des mangas Kore Yonde, qui a interrogé 3 000 employés de librairies. La série a été classée 14e dans le Zenkoku Shotenin ga Eranda Osusume Comic 2015 du Honya Club, qui a interrogé 2 360 employés de librairie pour connaître leurs mangas préférés de moins de cinq volumes. Hinomaru Sumo est arrivé à la 5e place des Next Manga Awards 2015, qui sont organisés par le magazine Da Vinci de Kadokawa et Niconico. Il a également été nommé pour le meilleur manga Shōnen lors de la 39e édition des Prix du manga Kōdansha.

### Œuvres
Édition japonaise
1. 1 2  Tome 1
2. 1 2  Tome 2
3. 1 2  Tome 3
4. 1 2  Tome 4
5. 1 2  Tome 5
6. 1 2  Tome 6
7. 1 2  Tome 7
8. 1 2  Tome 7
9. 1 2  Tome 9
10. 1 2  Tome 10
11. 1 2  Tome 11
12. 1 2  Tome 12
13. 1 2  Tome 13
14. 1 2  Tome 14
15. 1 2  Tome 15
16. 1 2  Tome 16
17. 1 2  Tome 17
18. 1 2  Tome 18
19. 1 2  Tome 19
20. 1 2  Tome 20
21. 1 2  Tome 21
22. 1 2  Tome 22
23. 1 2  Tome 23
24. 1 2  Tome 24
25. 1 2  Tome 25
26. 1 2  Tome 26
27. 1 2  Tome 27
28. 1 2  Tome 28

Édition française
1. 1 2  Tome 1
2. 1 2  Tome 2
3. 1 2  Tome 3
4. 1 2  Tome 4
5. 1 2  Tome 5
6. 1 2  Tome 6
7. 1 2  Tome 7
8. 1 2  Tome 8
9. 1 2  Tome 9
10. 1 2  Tome 10
11. 1 2  Tome 11
12. 1 2  Tome 12
13. 1 2  Tome 13
14. 1 2  Tome 14
15. 1 2  Tome 15
16. 1 2  Tome 16
17. 1 2  Tome 17
18. 1 2  Tome 18
19. 1 2  Tome 19
20. 1 2  Tome 20
21. 1 2  Tome 21
22. 1 2  Tome 22
23. 1 2  Tome 23
24. 1 2  Tome 24
25. 1 2  Tome 25
26. 1 2  Tome 26
27. 1 2  Tome 27
28. 1 2  Tome 28